# Wikipedia en judeoespañol
La Wikipedia en judeoespañol o Wikipedia en ladino, es la versión de Wikipedia en el idioma judeoespañol, creada en el año 2005. Tiene la particularidad de contener artículos en dos alfabetos distintos, el latino y el hebreo, debido a que históricamente el idioma ha sido escrito en estos dos alfabetos. No obstante, estos artículos no son traducciones de ellos mismos, encontrándose comúnmente que un artículo puede contener más información en una grafía que en otra. Actualmente esta Wikipedia tiene 3817 artículos.
- Datos: Q3756562
- Multimedia: Judaeo-Spanish Wikipedia / Q3756562